# Association Cannes-Echecs
Die Association Cannes-Echecs (ACE, dt. Schachverein Cannes) mit Sitz in Cannes ist ein großer und erfolgreicher Schachverein in Frankreich.
Sie entstand 1985 aus einer Schulschachinitiative heraus. Motor und Gründungspräsident war Damir Levacic. Seit 1986 wird in Cannes an allen öffentlichen und privaten Schulen Schach unterrichtet. Die ACE koordiniert 30 Schulschach-AGs und hat 1989 ein eigenes Wertungssystem für Schüler eingeführt, die Pico-Elo, bei der über 2200 Schüler aus Cannes geführt werden. Seit 1986 richtet der Verein außerdem jährlich zwei internationale Turniere aus; ein Sommer-Open und das Festival des Jeux im Frühjahr.
Im Jahr 1992 veranstaltete der Verein die mit 1001 Teilnehmern größte Simultanschachveranstaltung der Welt. Étienne Bacrot hat als Jugendlicher in Cannes gespielt und wurde 1997 der jüngste Schachgroßmeister der Geschichte. 1997 richtete die ACE die Jugendweltmeisterschaft aus. 1999 stellte Damir Levacic einen neuen Weltrekord im Non-Stop-Schachspielen auf. 2001 lud der Verein zum Schnellschach-Weltcup ein, der von Garri Kasparow gewonnen wurde.
Der Fédération Française des Échecs hat Cannes über 1700 Spieler gemeldet. Die ACE nimmt mit 11 Mannschaften am Mannschaftsspielbetrieb teil. Sie beschäftigt zwölf Angestellte. Das Vereinsheim im Zentrum von Cannes mit 400 Quadratmeter Fläche ist täglich geöffnet. Die erste Mannschaft von Cannes spielt seit der Vereinsgründung mit wenigen Ausnahmen in der höchsten französischen Liga. Obwohl die ACE regelmäßig zum Favoritenkreis zählt, gelang bisher noch kein Titelgewinn. Zur Mannschaft zählen der Schachweltmeister Viswanathan Anand, der Weltklassespieler Alexei Schirow und der Europameister des Jahres 2007, Vladislav Tkachiev. Mehr Erfolg hat die Jugendmannschaft des Vereins, die 2007 die französische Meisterschaft gewann.